# Taekwondo als Jocs Europeus de 2015
Les proves de Taekwondo als Jocs Europeus de 2015 es van disputar del 25 al 28 de juny al Crystal Hall 3. Es van celebrar un total de 8 proves (4 per gènere), que van servir per acumular punts per a la classificació dels Jocs Olímpics de 2016.

## Classificació
Les places es van atorgar en funció el rànquing de la Federació Mundial de Taekwondo (14 places per prova), la nació organitzadora tenia assegurada una plaça en cada prova i es creà una plaça univeral per difondre l'esport als països poc practicants.
Cada nació podia participar amb un màxim de 8 esportistes en total (un per prova), però només en un cas podien participar dos esportistes en una mateixa categoria.

### Taula de classificació
| CON           | Masculí | Masculí | Masculí | Masculí | Femení | Femení | Femení | Femení | Total |
| CON           | [58 kg  | 68 kg   | 80 kg   | +80 kg  | 49 kg  | 57 kg  | 67 kg  | +67 kg | Total |
| ------------- | ------- | ------- | ------- | ------- | ------ | ------ | ------ | ------ | ----- |
| Armènia       |         |         | X       |         |        |        |        |        | 1     |
| Àustria       |         |         |         | X       |        |        |        | X      | 2     |
| Azerbaidjan   | X       | X       | X       | X       | X      | X      | X      | X      | 8     |
| Belarús       | X       |         |         | X       |        |        |        |        | 2     |
| Bèlgica       | X       | X       |         |         | X      |        |        |        | 3     |
| Bulgària      |         | X       | X       |         |        |        |        |        | 2     |
| Croàcia       | X       | X       | X       | X       | X      | X      | X      | X      | 8     |
| Xipre         |         | X       |         | X       | X      | X      |        |        | 4     |
| Dinamarca     |         |         |         |         | X      |        |        |        | 1     |
| Finlàndia     |         |         |         |         |        | X      |        |        | 1     |
| França        | X       | X       | X       | X       | X      | X      | X      | X      | 8     |
| Alemanya      | X       | X       | X       | X       | X      | X      | X      | X      | 8     |
| Regne Unit    | X       | X       | X       | X       | X      | X      |        | X      | 7     |
| Grècia        | X       |         |         |         | X      |        | X      |        | 3     |
| Hongria       |         |         |         |         | X      | X      |        |        | 2     |
| Israel        | X       |         |         |         |        |        |        |        | 1     |
| Itàlia        |         | X       | X       | X       |        |        |        |        | 3     |
| Moldàvia      | X       | X       | X       |         |        |        |        |        | 3     |
| Països Baixos |         |         |         | X       |        |        | X      | X      | 3     |
| Noruega       |         |         |         |         |        |        |        | X      | 1     |
| Polònia       |         |         | X       | X       |        |        | X      | X      | 4     |
| Portugal      | X       | X       | X       |         |        | X      |        |        | 4     |
| Rússia        | X       | X       | X       | X       | X      | X      | X      | X      | 8     |
| Sèrbia        | X       |         | X       |         | X      | X      | X      | X      | 6     |
| Eslovènia     |         | X       |         | X       |        |        | X      |        | 3     |
| Espanya       | X       | X       | X       | X       | X      | X      | X      | X      | 8     |
| Suècia        |         |         |         |         |        | X      | X      | X      | 3     |
| Suïssa        |         |         |         |         |        | X      | X      |        | 2     |
| Turquia       | X       | X       | X       | X       | X      | X      | X      | X      | 8     |
| Ucraïna       |         |         |         |         | X      |        | X      | X      | 3     |
| 30 CONs       | 15      | 15      | 15      | 15      | 15     | 15     | 15     | 15     | 120   |

## Medallistes

### Masculí
| Event  | Or                           | Plata                   | Bronze                         |
| 58 kg  | Rui Bragança Portugal        | Jesús Tortosa Catalunya | Si Mohamed Ketbi Bèlgica       |
| 58 kg  | Rui Bragança Portugal        | Jesús Tortosa Catalunya | Levent Tuncat Alemanya         |
| 68 kg  | Aykhan Taghizade Azerbaidjan | Karol Robak Polònia     | Joel González Catalunya        |
| 68 kg  | Aykhan Taghizade Azerbaidjan | Karol Robak Polònia     | Aleksey Denisenko Rússia       |
| 80 kg  | Milad Beigi Azerbaidjan      | Albert Gaun Rússia      | Lutalo Muhammad Regne Unit     |
| 80 kg  | Milad Beigi Azerbaidjan      | Albert Gaun Rússia      | Júlio Ferreira Portugal        |
| +80 kg | Radik Isayev Azerbaidjan     | Vladislav Larin Rússia  | Vedran Golec Croàcia           |
| +80 kg | Radik Isayev Azerbaidjan     | Vladislav Larin Rússia  | Daniel Ros Gomez País Valencià |

### Femení
| Event  | Or                            | Plata                      | Bronze                        |
| 49 kg  | Charlie Maddock Regne Unit    | Tijana Bogdanović Sèrbia   | Patimat Abakarova Azerbaidjan |
| 49 kg  | Charlie Maddock Regne Unit    | Tijana Bogdanović Sèrbia   | Lucija Zaninović Croàcia      |
| 57 kg  | Jade Jones Regne Unit         | Ana Zaninović Croàcia      | Nikita Glasnović Suècia       |
| 57 kg  | Jade Jones Regne Unit         | Ana Zaninović Croàcia      | Eva Calvo Gómez Espanya       |
| 67 kg  | Anastasia Baryshnikova Rússia | Farida Azizova Azerbaidjan | Elin Johansson Suècia         |
| 67 kg  | Anastasia Baryshnikova Rússia | Farida Azizova Azerbaidjan | Nur Tatar Turquia             |
| +67 kg | Gwladys Epangue França        | Milica Mandić Sèrbia       | Iva Radoš Croàcia             |
| +67 kg | Gwladys Epangue França        | Milica Mandić Sèrbia       | Olga Ivanova Rússia           |